# Rhamphomyia pilosifacies
Rhamphomyia pilosifacies är en tvåvingeart som beskrevs av Saigusa 1963. Rhamphomyia pilosifacies ingår i släktet Rhamphomyia och familjen dansflugor. Inga underarter finns listade i Catalogue of Life.